# Chicago Express
Chicago Express byl profesionální americký klub ledního hokeje, který sídlil v Hoffman Estates (nedaleko Chicaga) ve státě Illinois. V letech 2011–2012 působil v profesionální soutěži East Coast Hockey League. Express ve své poslední sezóně v ECHL skončily v základní části. Své domácí zápasy odehrával v hale Sears Centre s kapacitou 8 362 diváků. Klubové barvy byly námořnická modř, šedá a nebeská modř.

## Přehled ligové účasti
Zdroj: 
- 2011–2012: East Coast Hockey League (Severní divize)